# Ambrosius Holbein

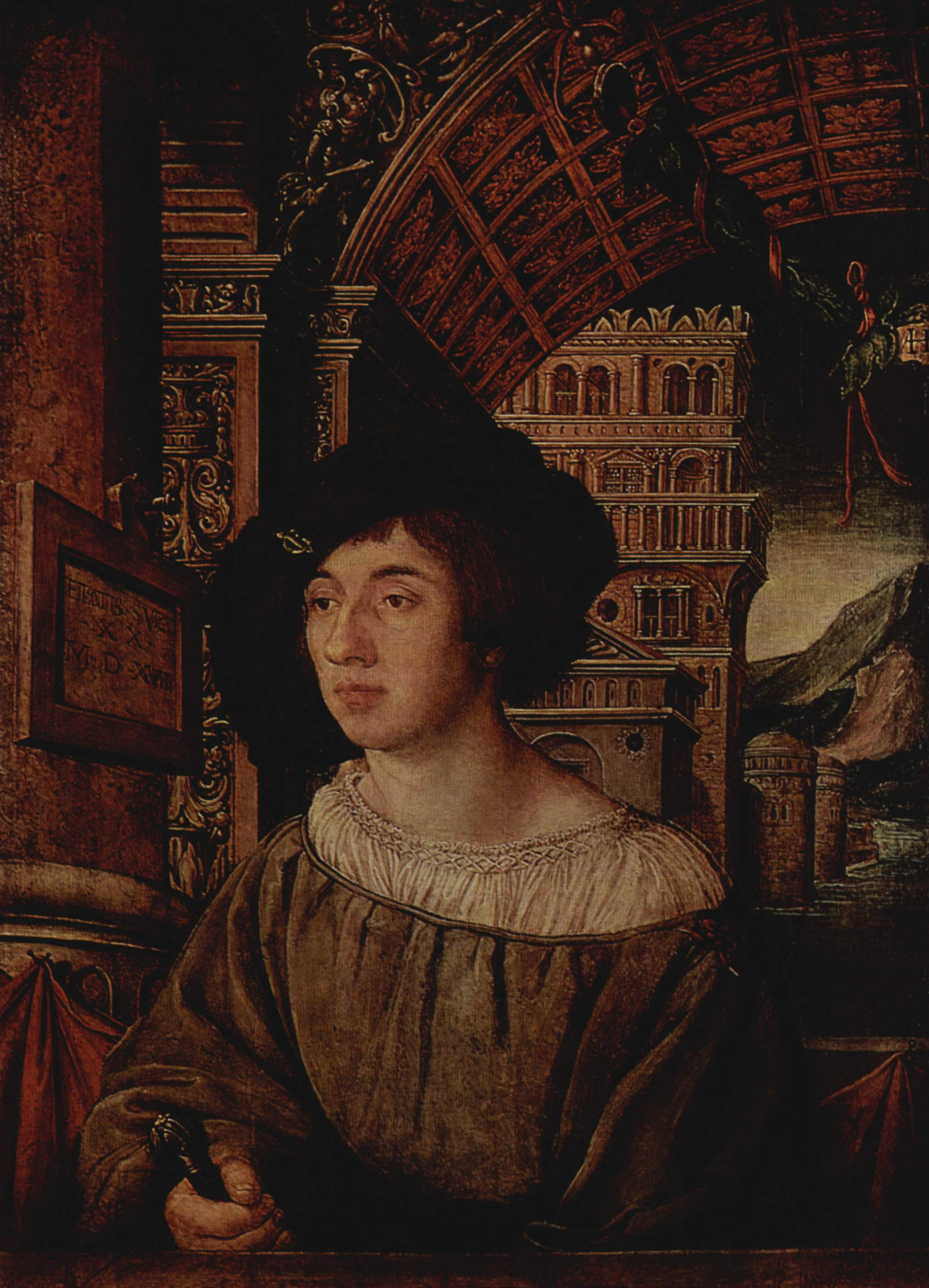
Retrato de um jovem, 1518, óleo em madeira, 43 x 32 cm, Hermitage, São Petersburgo.

Ambrosius Holbein (Augsburgo, 1494 — Basileia, 1519) foi um artista alemão e suíço que trabalhava com pintura, desenho e impressão. 
Ele era o irmão mais velho de Hans Holbein o Jovem e, como seu irmão, nasceu em Augsburgo (hoje na Baviera), um centro de arte, cultura e comércio daquele tempo. Seu pai, Hans Holbein, o Velho, foi um pioneiro e líder na transformação da arte germânica do Gótico para o Renascimento.
Em 1515, Holbein viveu na cidade suíça de Stein am Rhein, onde ajudou um pintor de Schaffhausen chamado Thomas Schmid na pintura dos murais do salão principal do Monastério de São Jorge. No ano seguinte, junto com seu irmão Hans, trabalhou em Basileia, no estúdio de  Hans Herbster. Em 1517, tornou-se cidadão da localidade. 